# Шуба, Арина Александровна
Арина Александровна Шуба (13 апреля 2006 года) — российская футболистка, нападающая клуба «Краснодар».

## Биография
До 12-ти лет играла с мальчиками во дворе, пока не записалась в платную футбольную школу. После ее заметил селекционер «Академии футбола «Кубань» и предложил перейти в краевую школу. Шуба попала к Татьяне Геннадьевне Евсеевой, ставшей ее первым серьезным тренером. Около 2-х лет занималась на стадионе «Кубань». Затем отправилась на учебно-тренировочное мероприятие со сборной Краснодарского края, где её заметили селекционеры «Краснодара» и пригласили на просмотр, который футболистка успешно прошла, но вскоре в клубе сменился тренерский штаб и ей пришлось проходить просмотр во второй раз, после чего Шуба попала в футбольный интернат ЖФК «Краснодар».
В первые 2 года в «Краснодаре» выступала в трех турнирах: Юношеской футбольной лиге, Молодежном первенстве и Суперлиге. В «основе» команды Шуба дебютировала раньше, чем в молодёжном составе - первый матч провела 25 марта 2022 года против «Ростова», где забила свой первый и победный гол (1:0), с тех пор стала постоянным игроком основного состава «Краснодара».
Выступала за юниорскую и молодёжную сборные России. Первый матч за основную женскую сборную России провела 18 июля 2023 года против сборной Ирана.